# Пфальцграфенвайлер
Пфальцграфенвайлер (нім. Pfalzgrafenweiler) — громада в Німеччині, знаходиться в землі Баден-Вюртемберг. Підпорядковується адміністративному округу Карлсруе. Входить до складу району Фройденштадт.
Площа — 44,72 км2. Населення становить 6791 ос. (станом на 31 грудня 2020).